# Egon Tobiáš
Egon Tobiáš (* 27. dubna 1971 Kladno, Československo) je český dramatik, scénograf, spisovatel, kreslíř a grafik.
Absolvoval scénografii na DAMU v Praze a jeden rok postgraduálního studia knižní ilustrace a grafiky na VŠUP u profesora Jiřího Šalamouna. Žije a pracuje v Praze, je autorem přibližně třiceti divadelních her, uváděných v pražských divadlech. V současnosti patří k nejuváděnějším českým dramatikům.